# Rose Caubet
Pour les articles homonymes, voir Caubet.
Rose Caubet, née le 4 juin 1842 à Rébénacq, morte le 3 février 1923 à Limeil-Brévannes est une couturière et cafetière française proche des milieux anarchistes.

## Biographie
Rose Caubet est la fille de Jean-Pierre Caubet (1813-1897), charpentier et de Marie Pailhé (1815-1862), laboureuse,. Elle quitte son village natal dans le Béarn pour aller vivre à Paris chez sa tante Marie Caubet (1820-1902) au 23 rue du Faubourg Saint-Denis (Xe arr.).
Le 16 février 1867, elle se marie à Paris (Xe arr.) avec Fortuné Henry, tireur de sable à Brévannes,. De vingt ans sa cadette, elle vit avec lui son engagement pour une république démocratique et sociale. On dit d'elle qu'elle fut une « seconde Louise Michel ». Son mari est militant socialiste membre de l'Internationale ouvrière ce qui lui vaut d’être emprisonné à la prison Sainte-Pélagie peu de temps après leur mariage.
Ils ont quatre enfants : Marie Constance Gabrielle, née en 1867 et morte jeune, Jean-Charles Fortuné Henry, né en 1869,  Joseph Félix Émile Henry en 1872 et Jules Paul Emmanuel en 1879. Leurs deux derniers enfants naissent à Barcelone, la famille ayant fui la répression de la Commune de Paris en Espagne.
Après l’amnistie générale de 1880, la famille Henry revient vivre à Paris 5 rue de Jouy. Rose Caubet travaille comme confectionneuse pour subvenir aux besoins de sa famille, son mari étant affaibli par ses travaux dans une usine de mercure espagnole. À la suite du décès de son mari en 1882, Rose Caubet devient aubergiste, à l’enseigne À l’Espérance qui deviendra l'Hostellerie de l’espérance.
En 1883, Rose Caubet essaie, sans succès, de faire valoir les droits d’auteurs de son mari pour sa participation dans l’Éducation nouvelle.
Dans le besoin, elle est aidée par la famille Henry : la marquise Célestine Gracy de Chamborant, Augustine Agoust, Maria Henry et l’ingénieur Charles Henry. Des anciens communards tels Paul Brousse l'aident ainsi que Edmond-Alfred Goupy, ayant un rôle proche de tuteur des enfants. Ses garçons se radicalisent en militants anarchistes.  Le 12 février 1894,  Joseph Félix Émile Henry  pénètre dans le café Terminus, à la gare Saint-Lazare et y lance une bombe. Rose Caubet fera tout pour essayer de le libérer mais celui-ci sera finalement guillotiné le 21 mai 1894.
Elle meurt à l'hospice de Brévannes en 1923.